# Eletica longipennis
Eletica longipennis es una especie de coleóptero de la familia Meloidae.

## Distribución geográfica
Habita en Camerún.